# 天守

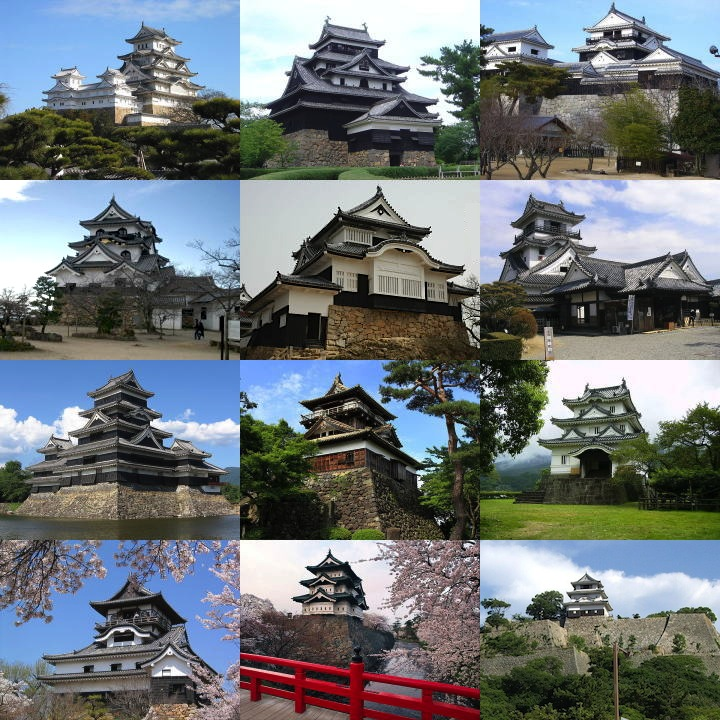
現存12天守
左列上から姫路城、彦根城、松本城、犬山城。中列上から松江城、備中松山城、丸岡城、弘前城。右列上から伊予松山城、高知城、宇和島城、丸亀城。

天守（てんしゅ）とは、日本の戦国時代以降の城に建てられた象徴的な建造物の名称。日本の建築学の学術用語である。俗語は天守閣（てんしゅかく）。ヨーロッパの城の象徴的建築である「keep tower」の日本語訳として使われることもある。日本の城の天守は、住宅として利用された天正期の安土城（織田氏）や大坂城（豊臣氏）などの例は別格として、江戸時代を通して居住空間として使用された例は少ない。姫路城や熊本城などの江戸時代初期までに建てられた天守内には、井戸を伴う台所や便所、畳敷きの部屋など居住設備を設けていた例もあるが、城主は本丸や二ノ丸、三ノ丸などに建てられた御殿で政務や生活を行い、天守はおもに物置として利用されることが多かった。
江戸時代初頭、徳川幕府に届出をする際に天守の名称を憚った櫓の例があり、現在ではそれらの象徴的役割にあった櫓も天守に分類し、それらを総称して天守建築ということがある。外観で2重から5重のものがあり、安土桃山時代の末には最終防衛拠点としての位置づけがされており、本丸に築くことが多かった。本丸の中で天守をさらに囲う郭を造り、この郭を天守郭・天守曲輪（てんしゅくるわ）や天守丸（てんしゅまる）などと呼んだ。ちなみに、天守や櫓を建てることを「 - を上げる」という。
城によっては、小さめの多重櫓を小天守や副天守また小天守との間程の規模のものを中天守などといい、姫路城天守群のように小天守が複数ある場合には方角を冠することもある。それらがある場合特に大きな天守を、大天守ということが多い。主体の櫓に付属する櫓のことを続櫓（つづきやぐら）というが、天守に付属する櫓のことは付櫓・附櫓（つけやぐら）という。付属櫓・附属櫓（ふぞくやぐら）ということもある。
なお、天守は、櫓と同じく「基（き）」と数えるが、一般住宅と同じく「棟（とう・むね）」と数えられることもある。

## 表記と呼称
「てんしゅ」の漢字表記は「殿主」「殿守」「天主」なども当てられる。「天守閣」は明治時代前後に見られるようになった俗称である。建築学の学術用語では「天守」（てんしゅ）が用いられている。
「てんしゅ」の名前の起こりには諸説ある。以下にいくつか紹介する。
1. 帝釈天が、外郭をなす持双山に囲まれた須弥山にあって天部を主催した、という仏教思想の須弥山の姿に由来するという説[5]
2. 天主（デオ、デウス）を楼閣内に祀ったからというキリスト教思想に由来する説[6]
3. 岐阜城の天主が始まりで、織田信長が策彦周良に依頼して、岐阜城の麓にあったという4階建ての御殿に命名したものという説（宮上説）[7]。
4. 主殿（守殿）を守る建物という意味で「殿主」「殿守」と呼称され、後に「殿」の文字が「天」に転じた[5]。

なお、「大天守」と「小天守」の呼称は、『金城温古録』蓬左文庫本では「オウ」と「コ」、鶴舞図書館本では「ヲホ」と「コ」の読み仮名を振っており、読みは「オウテンシュ」と「コテンシュ」としている。また、『金城温古録』では「大天守」の表記は一般論を語った部分に事実上一例しかなく、尾張藩では「大天守」ではなく「御天守」を呼称としていた。

## 機能
天守は、一城の象徴的なものである。天守はまず軍事施設、要塞としての機能を持っている。天守の起源の一つに関して「井楼」（物見櫓）に求める説がある。天守は城郭内で最も安全な場所とされ、戦時には司令塔となり、大垣城の戦いのように武器修理の拠点として使用された例もある。
一方で天守は政治権力の象徴とされ、巨大な白亜の天守を持つ姫路城や金鯱で知られる名古屋城などにみられる。見晴らしや防御力などの軍事的実用性を求めるのであれば、頑丈な物見櫓がその役を担う。天守はそれに加えて、城主の権威を誇示するための象徴性を求めるのである。
慶長期には、岡山城天守や熊本城天守のように書院造の要素を含んだ天守が建てられ、儀式や迎賓、有事の避難場所などにも使われた。一方で、徳川家康の名古屋城天守や広島城天守のように、外観を重視して内部をなるべく簡素に造ったものも表れ、城主や客人が立ち入る建物としての機能が天守からは省略され始めた。その後は空き家であることが多く、物置として用いられることも少なくなかった。
江戸時代の兵学では、天守の10の利点と目的が「天守十徳」として述べられている。
1. 城内を見渡せる
2. 城外を見晴らせる
3. 遠方を見望できる
4. 城内の武士の配置の自由
5. 城内に気を配れる
6. 守りの際の下知の自由
7. 敵の侵攻を見渡せる
8. 飛び道具への防御の自由
9. 非常の際に戦法を自在にできる
10. 城の象徴

## 歴史

### 起源
名称、様式・形式が何から由来しているかについての結論は出ていない。
初期の頃は物見櫓・司令塔・攻城戦の最終防御設備としての要素が強かったが、織田信長の近畿平定の頃からは遠方からでも見望できる華麗な権力を象徴する建造物という色彩が濃くなっていったものとも考えられている。
西ヶ谷恭弘は、吉野ヶ里遺跡などにあった楼観や戦国時代の井楼（せいろう）などの仮設の高層建築に城郭の象徴となる建物の起源を求めている。そのような象徴的に建てられたものを最初に“てんしゅ”と呼んだのは室町幕府第15代将軍足利義昭の御所であった室町第に建てられた天主であるというものである。一方、三浦正幸は、天守の起源を井楼などに求めず、中世の城郭などに建てられた恒久的な高層で大型の礎石建物であるとし、それを“てんしゅ”と呼んだ建物には信長に関係があるとしている。
一般的に今日見られる本格的な5重以上の天守の最初のものとされているのは織田信長が天正7年（1579年）に建造した安土城（滋賀県近江八幡市安土町）の天主であるといわれる。ただし、天守のような象徴的な建物は安土城以前にまったくなかったわけではなく、陸奥国府や鎮守府が置かれた多賀城の正殿や楠木正成の千早城、望楼櫓や1469年前後の江戸城にあった太田道灌の静勝軒、摂津国人の伊丹氏の居城伊丹城（兵庫県伊丹市）、また松永久秀が永禄年間（1558年 - 1569年）に築いた大和多聞山城や信貴山城の四階櫓、さらに柴田勝家が1575年に築いた北ノ庄城の7重（一説には9重）のものなどが各地に建てられていた。天守のような建物が初めて造られた城はわかっておらず、伊丹城、楽田城、多聞山城などが古文献などを根拠に天守の初見として挙げられているが、具体的な遺構などは不詳であり、いずれも天守の初見であるとの立証が難しくなっている。

### 発展
そのように、建てられてきた城の象徴的な高層建築、いわゆる天守をさらに流行させたのは豊臣秀吉である。豊臣秀吉により大坂城・伏見城と相次いで豪華な天守が造営されると、それを手本に各地の大名が自身の城に高層の天守を造営させた。このように天守は、織田信長、豊臣秀吉の織豊政権下において発達した「織豊系城郭」に顕著に見られることから、織豊系城郭の特徴のひとつにあげられる。また、この時代に活躍した天守造営の名手として中井大和守正清・岡部又右衛門などが挙げられる。
豊臣政権が衰退し始めると徳川家康の下、徳川氏の名古屋城を始めに諸大名が姫路城などの豊臣大坂城を超える大規模で装飾的な天守を造営していった。しかし、3代家光の武家諸法度の発布以降は「天守」と付く高層の天守建築は原則として造られなくなる。

### 衰退
1609年に中国・西国大名が城普請を盛んに行っている報告を家康が受け、これに対して良い感想を抱かなかったとある。具体的な史料は確認できないが、この前後より5重以上の天守は「遠慮」の対象となったと考えられ、以降に造られた小倉城（1610年）では4重目屋根を造らず5階平面を張り出させ5重となることを回避している。元和元年（1615年）徳川幕府による一国一城令により幕府の許可なく新たな築城、城の改修・補修ができなくなり、天守も同様に許可なく新たに造営することが禁じられた。
これ以降も同様に、津山城（1616年）や福山城（1622年）のように4重目の屋根を庇とみなして事実上の五重天守でありながら名目上四重天守とするものや、高松城（1669年）のように内部5階建てでありながら外観を3重とするものなどが造られた。また、伊予国の松山城のように5重の天守を3重に改築するものもあった。また、天守を意識して建てられた大規模な三重櫓も天守という名称をはばかり、御三階櫓などと呼んだ。
江戸期になり平和な時代が訪れると、城は防衛の役目を終え政庁へと変化していったので、天守の役目も終わり、城は次第に御殿や二の丸・三の丸が拡充されていった。

### 明治以降

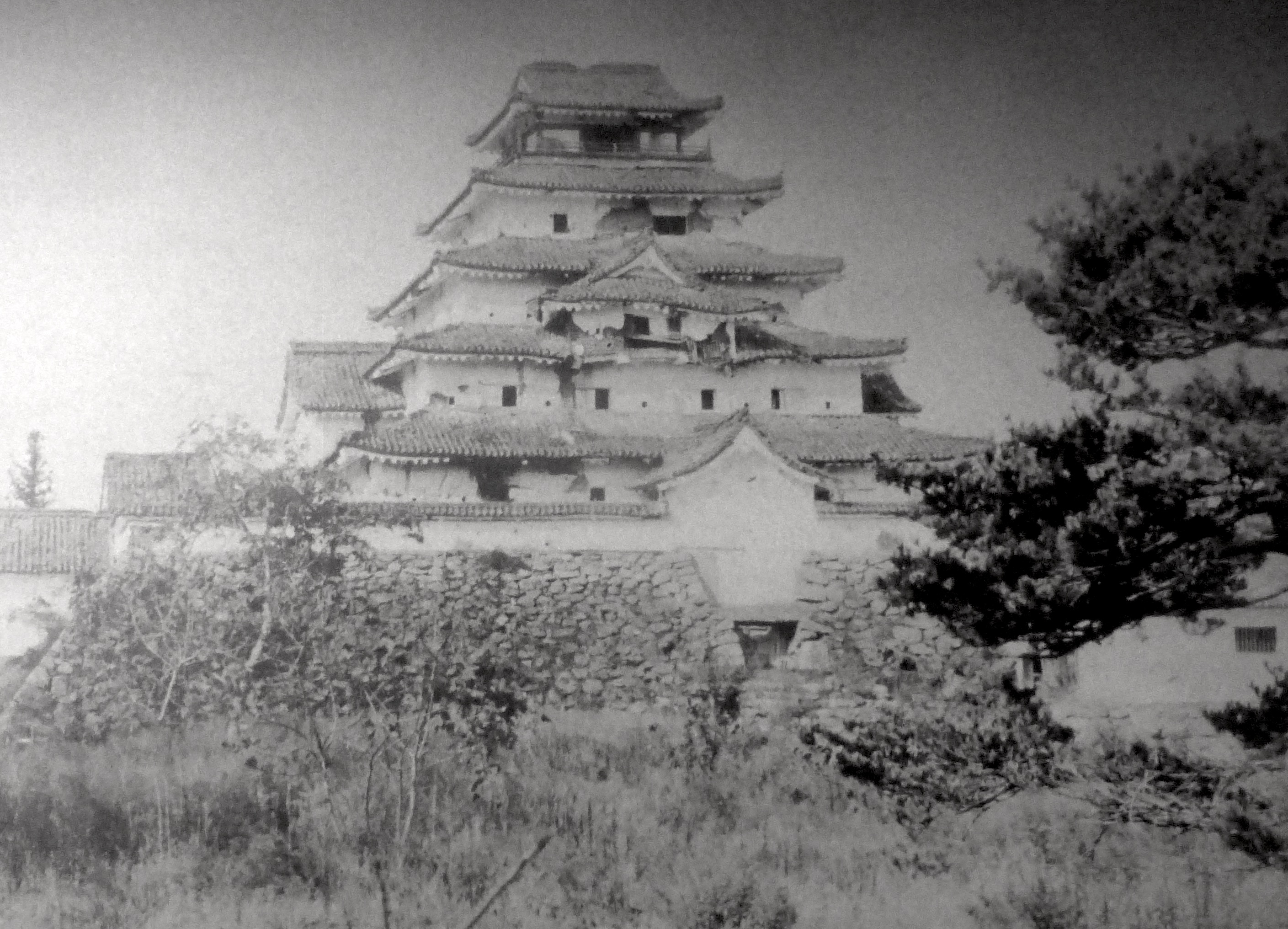
破却前の若松城天守

明治維新の後は、城郭や陣屋にあった建物は天守も、民間によってあるいは、軍事施設・土地としての接収によってほとんどは払い下げ、破却されたが、中には市民運動や公人・軍関係者などの保存の働きかけなどによって保存された天守がある。保存される経緯に、城主がそのまま所有者となったため保存されることになった犬山城天守や、民間（個人）では解体工事にかかる費用が払えないという理由で残ったといわれる姫路城の建造物群のような事例は稀である。そのように保存された天守は、沖縄の首里城正殿（天守ではない）を含んでも21城だけであった。
その後、西南戦争などの内乱や太平洋戦争末期には日本本土空襲や沖縄戦によって首里城を含む8城が焼失又は倒壊し、戦後に松前城天守が失火により焼失して、現在は12城の天守が残る。太平洋戦争などで焼失した旧国宝の天守をコンクリート造りなどによって外観復元する事業が戦後活発に行われ、現在でも各地で天守などを当時の工法によって城跡を旧状に復興・復元しようとする運動がある。

## 平面構成
天守の平面構成には独立式・複合式・連結式・連立式の4つの形式があり、これに加えて複合連結式と複連結式の2形式がある。なお、ここに並べた序列は形式の発展順序や優劣を示しているわけではない。

独立式天守
複合式天守A-天守、B-付櫓、C-櫓門
連結式天守A-天守、B-渡櫓、C-小天守または隅櫓、D-櫓門
連立式天守A-天守、BCD-小天守または隅櫓、E-渡櫓、F-櫓門

### 独立式
天守が単独で建っているもの。おもに層塔型天守に多い。櫓や小天守が付属しているが、直接天守に出入り口があるものも独立式とみなすこともある。高知城、丸岡城、宇和島城など。

### 複合式
天守に付櫓を直接接続するもの。付櫓を接続する事で敵を攻撃できる場所を増やすとともに、天守への入口となることも多い。彦根城、松江城、岡山城など。

### 連結式
天守から渡り廊下や多聞櫓を小天守や櫓に渡したもの。名古屋城のように渡櫓のかわりに土塀で挟まれた土橋となっているものもある。熊本城、八代城、福知山城など。

### 連立式
複数の小天守や櫓と天守を渡櫓などで環状につなげたもの。姫路城が代表例。最も複雑かつ防備が厳重な形式で、天守への入口が建物に囲まれた中庭になるため、敵兵を四方から攻撃できるようになる。姫路城、松山城、高取城、和歌山城など。

### その他
複合連結式（ふくごうれんけつしき）
複合式と連結式を組み合わせたもの。熊本城、福知山城、松本城、岡崎城に用例がある。
複連結式（ふくれんけつしき）
天守に、小天守や櫓2基以上を個別の多聞櫓や橋によって連結したもの。小天守・櫓同士は連結しない。小天守2基を連結したものは広島城のみであり、櫓2基を連結したものとして大洲城に用例がある。

## 形式
形式は望楼型・層塔型の2つに大別されている。ただし、発展の順序において層塔型が先か望楼型が先かは結論が出ていない。構造上では、望楼型と層塔型に分けられ、外観上、特異なものには特に規定はないものの復古・略式・唐造・八棟造などと、さらに細かく分けることがある。近現代の復興天守や模擬天守など復興建築も、現存建築に倣って、望楼型・層塔型と分類されている。ここでの望楼型と層塔型は、主に外観と構造による分類によって記す。

### 望楼型
望楼型は、入母屋造りの櫓上に小型の望楼を載せたような形式である。おもに、入母屋造の平櫓の上に望楼を載せたようなものや、入母屋造の重箱櫓に望楼を載せたような形のものがある。入母屋造の櫓の上に望楼を別構造で載せているので、初重平面が歪んでいても、上重の矩形は整えることができる。基部の屋根に「入母屋破風」が必ずできるので、堂々としたデザインとなる。
特にこの望楼型は、初期望楼と後期望楼に分けられることがある。

#### 初期望楼型

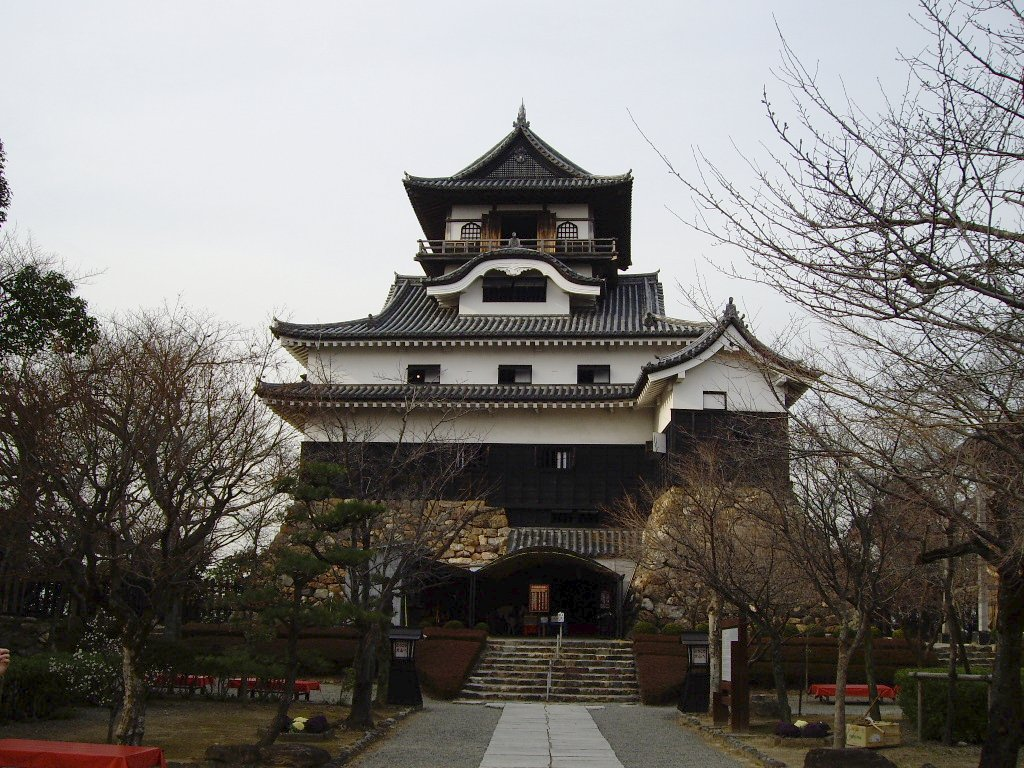
初期望楼型天守（犬山城）

関ヶ原の戦いを境として、それ以前に造られたとされる岡山城や広島城の天守など、屋根の逓減率が大きく、望楼部分が小さく造られているものを初期望楼型という。
主に関ヶ原の戦い以前
- 広島城大天守
- 岡山城天守
- 松本城大天守

など

構造が確認できる現存天守
- 丸岡城天守
- 犬山城天守

2019年から犬山市の依頼で名古屋工業大学大学院などが行った建築材の年輪年代法による調査では、柱やはり、床板など、天守の主な建築材は1585年からの3年間に伐採されたものと判明し、当初から1階から4階まで現在のような姿で建築されたものとみられると報告された[16]。

#### 後期望楼型

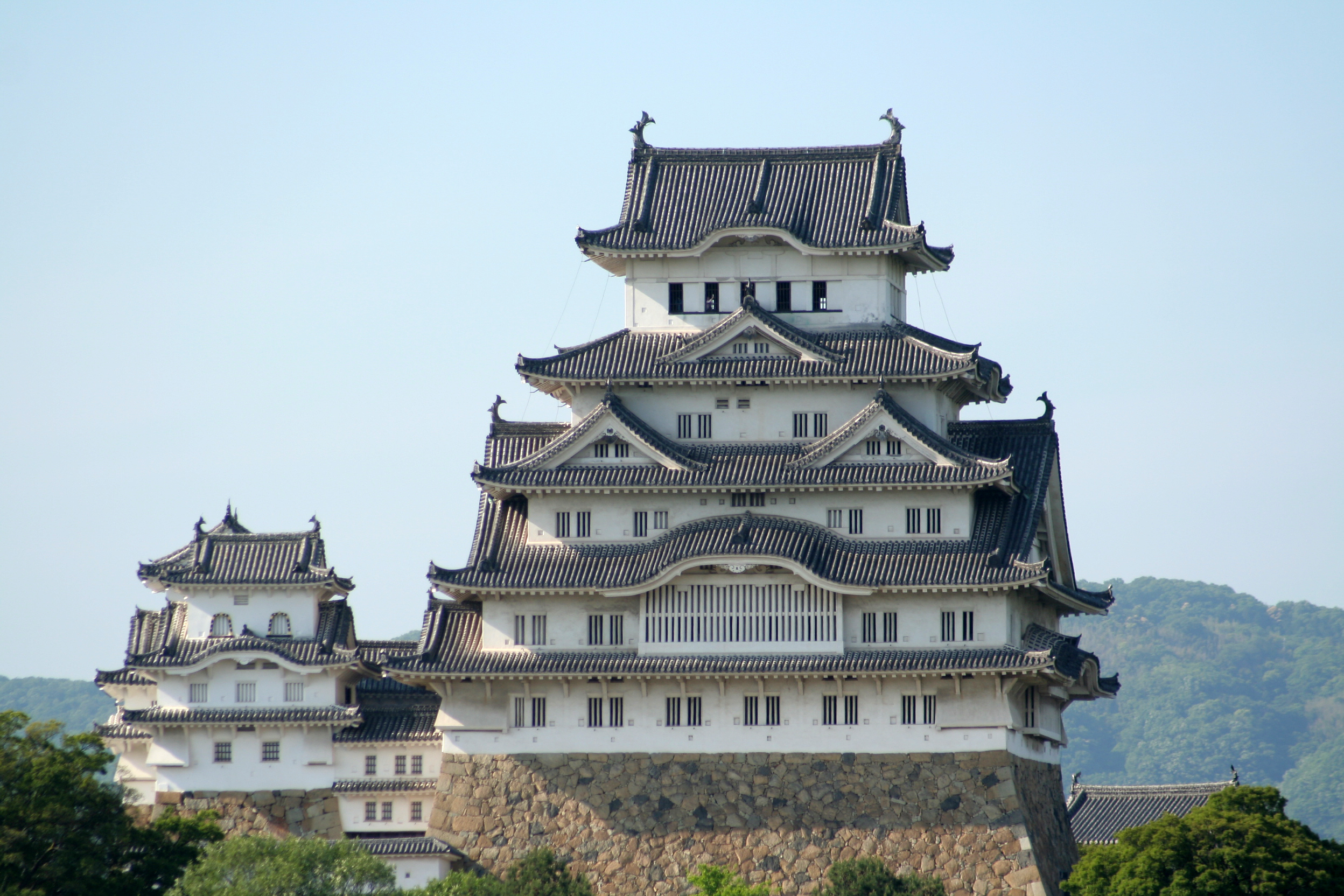
後期望楼型天守（姫路城）

関ヶ原の戦い以降に造られた姫路城天守のような、屋根の逓減率が小さくなり、望楼部分の物見の要素が減少したものを後期望楼型という。
主に関ヶ原の戦いから寛永年間
- 熊本城大天守
- 萩城天守

など

構造が確認できる現存天守
- 彦根城天守
- 姫路城大天守
- 松江城天守

### 層塔型

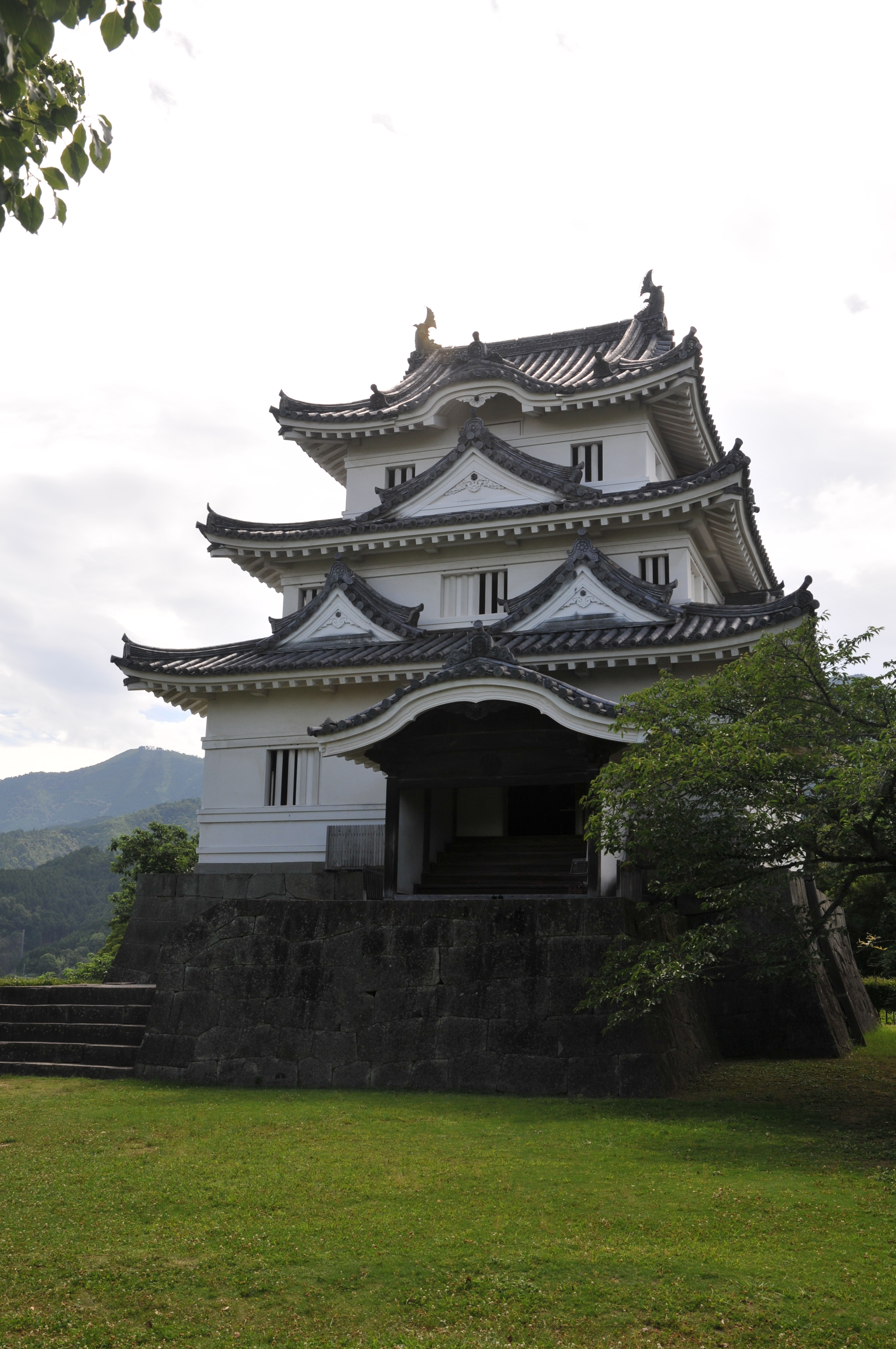
独立式の層塔型天守（宇和島城）

関ヶ原の戦い後より見られ、元和・寛永年間以降に主流となった型式で、寺院の五重塔のように上から下までデザインに統一感がある。望楼型のように基部と望楼部で平面形を変えることはできず、1層から最上層まで全てきちんとした矩形になる。
上に行くにつれて平面規模が逓減し、最上重の屋根だけを入母屋としたもの。直接基部となるような大入母屋は造られないから、最上層を除くと破風は必須ではないし、実際、破風のないものもある。ただし、単調さを避けるために千鳥破風や唐破風で飾る場合が多い。複数階を貫く大入母屋や、歪んだ平面構造を有さないため、構造的には簡便で大型化し易い。特に中井正清による徳川家の巨大天守ではその特徴が生かされ、外部を作る躯体工事と内部の仕上げを行う造作工事の分離や、各階毎の分担作業による効率化と工期短縮が行われた。
- 名古屋城天守
- 小倉城大天守
- 福山城天守

など
構造が確認できる現存天守
- 弘前城天守（御三階櫓）
- 松山城大天守
- 宇和島城天守

### 外観上の分類

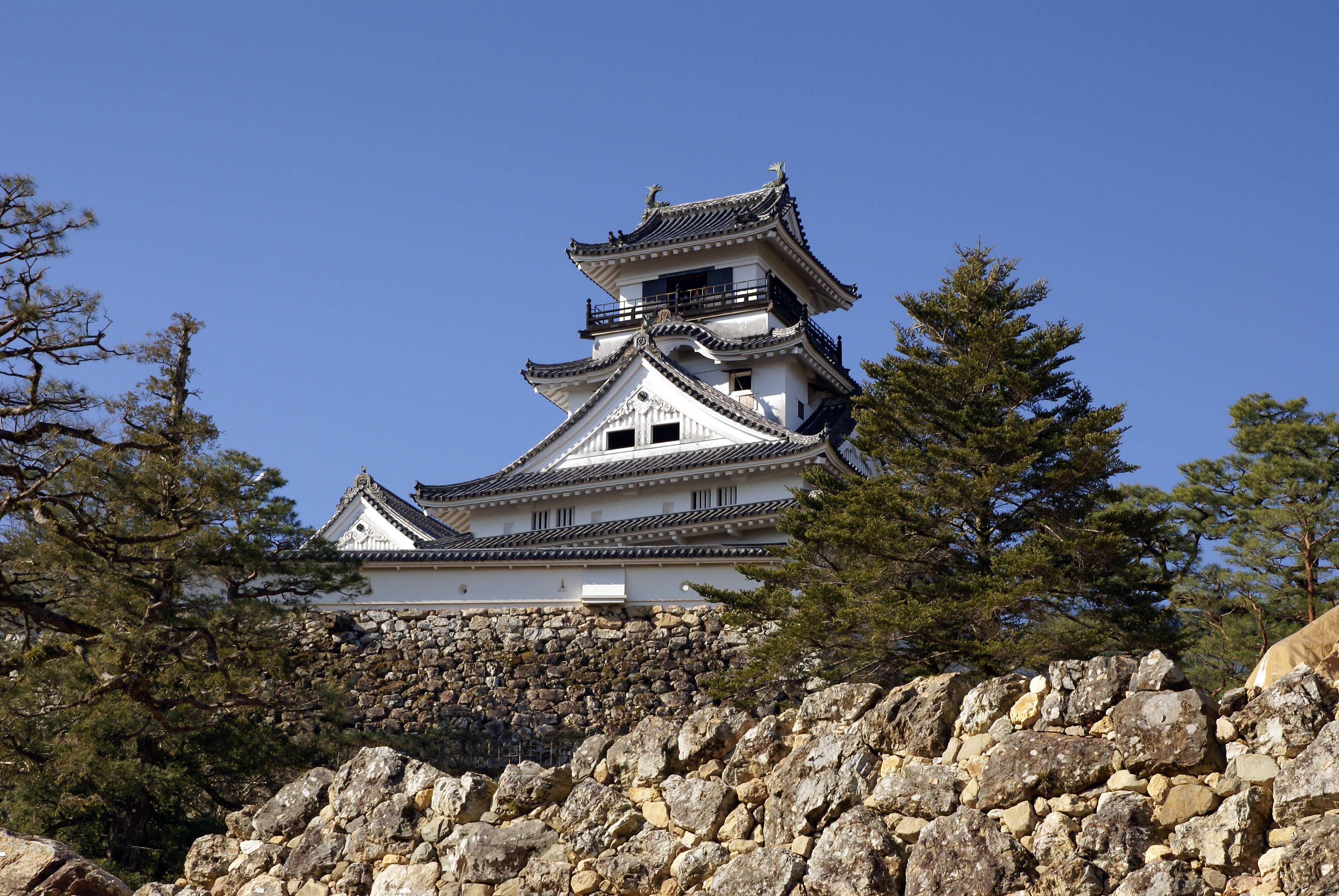
復古型の望楼型天守（高知城）

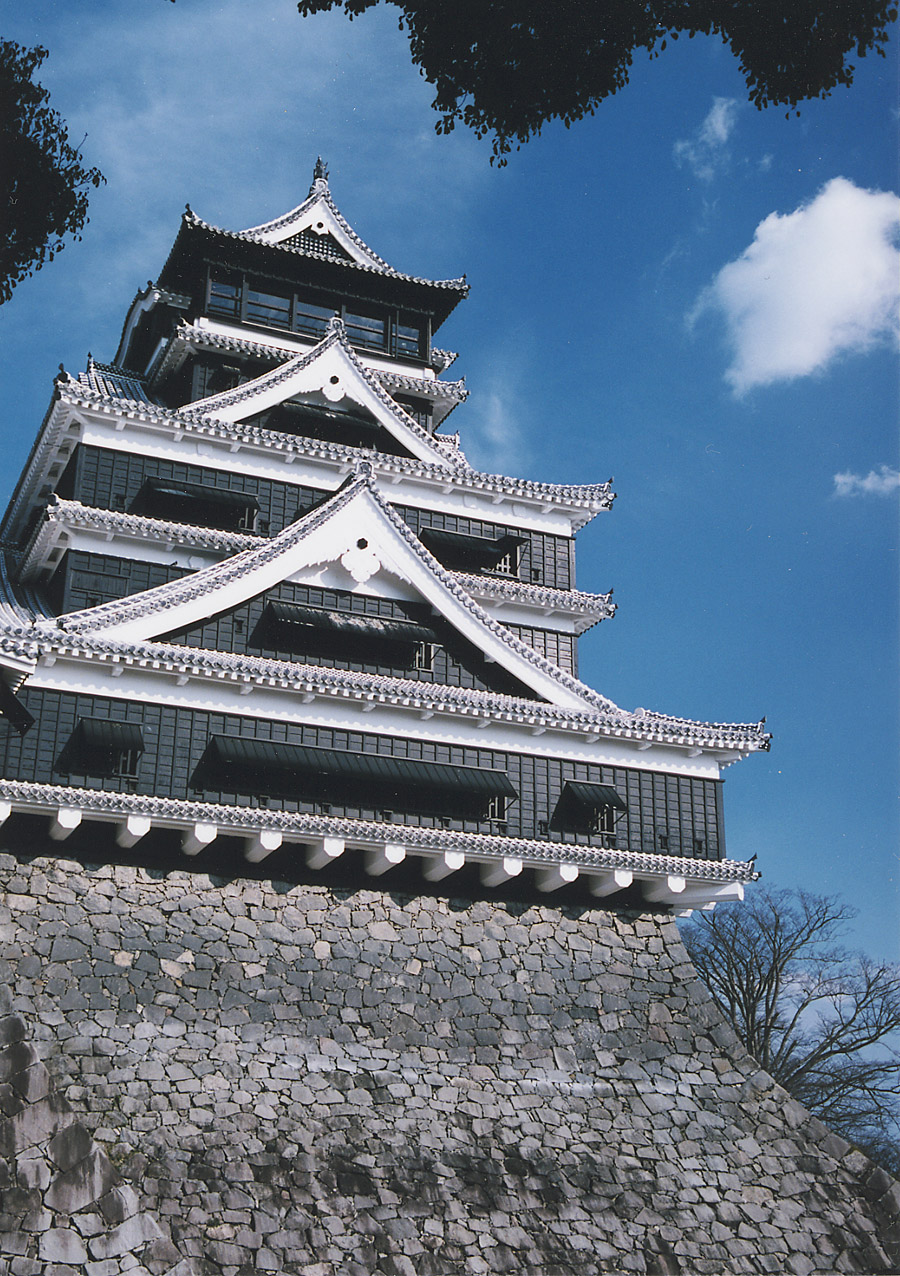
張出・跳出造のある天守（熊本城大天守）

構造上の望楼型と層塔型以外にも、外観上では多彩に分けられている。ただし、このような分類は特に定められたものではなく研究者や学者によっては、特殊な呼び方をする場合もある。

#### 復古型
復古型は、外観を旧観・旧式のものに近づけた天守のこと。江戸中期から後期に幕府の許可を得て再建された天守である。江戸中期頃には層塔型が主流となっていたが、構造は望楼型のもの層塔型のものどちらも存在する。中でも高知城は焼失以前の望楼型天守を忠実に復興し再建したといわれているものであり、また、松山城大天守は、江戸時代以前の軍事施設として最後に再建された層塔型天守である。
- 和歌山城大天守
- 岡崎城大天守

など
構造が確認できる現存天守
- 高知城天守
- 松山城大天守

#### 張出・跳出造
張出（はりだし）または、跳出造（はねだしづくり）は、初重平面が、天守台平面より大きく造られたものをいう。初期の天守台に見られる平面形の歪みを解消するために考えられた。床の一部を開口して、石落としとすることができた。
- 萩城天守
- 熊本城大天守
- 高松城天守

## 構造
天守は通常の櫓としての防御性や耐火性、耐震性などの構造的な実用性のほかに象徴的な建物としての装飾性が必要となっていた。多くは格式を示すために、特別な意匠とすることがある。
天守が上げられる土塁や石垣が積まれた高台のことを天守台（てんしゅだい）という。天守台の内側を空洞とすることによって、穴蔵と呼ばれる地下階を造ることがある。また、天守台を築かず、曲輪面に直接礎石を敷き、天守が建てられることもある。

### 階層
城郭建築、おもに天守や多重櫓は、複雑に屋根を重ねることがあるので、階層を呼ぶ場合には構造の複雑さにかかわらず、外観での屋根の数を表す“層”または“重”と、内部の床数の“階”とを並べて、「 - 層 - 階」や「 - 重 - 階」とする（例：3重5階）。

#### 特徴
近世の姫路城、名古屋城、熊本城、松江城などでは最上階とそれ以下の下層階で構造を分け、下層階では防御のためにできるだけ壁面を多くする一方、最上階では砲撃戦を想定して壁はできるだけ少なく設計された。最上階は壁面を少なくすることで射手を多く配置でき、射撃後の硝煙の排気も迅速に行うことができる。

#### 階層の数え方
書物や口伝、伝説上の話では階や重が単独で用いられることも多いが、かつては階層の数え方に統一された基準はなく、三階櫓と伝わっていても3階とは限らず5階の場合もあり、五重天守と伝わっていても内部の床数を数えたものであって、外観は4重や3重であることもある。場合によっては地下を数えていることもある。
また七重や九重には「数多く重なっている」という意味もあるので、この両者には十分注意を要する。
研究者による違い
研究者や学者により数え方が異なっている。以下は書籍で述べられているものとして、西ヶ谷恭弘と三浦正幸によるものをあげた。
- 西ヶ谷恭弘は、「-層-階」とし、層が屋根、重は床、階は地下を含まない階（地上階）の数であるとしている。主宰をしている日本城郭史学会が採用する読み方に則ったためであり、層による数え方の欠点についても指摘している。
- 三浦正幸は、「-重-階」を使用し、外観の屋根を重、内部の床を階と説明している。さらに、層は階の代わりにも使われるとして使用を奨めていない。

以上のように、数え方には違う解釈があるため、一つの文書に「-層-階」・「-重-階」・「-重-層」などを併用すると内容に混乱が生じることがあるので、日本の城郭を取り扱った書籍では併用を避けることがある。

### 外壁

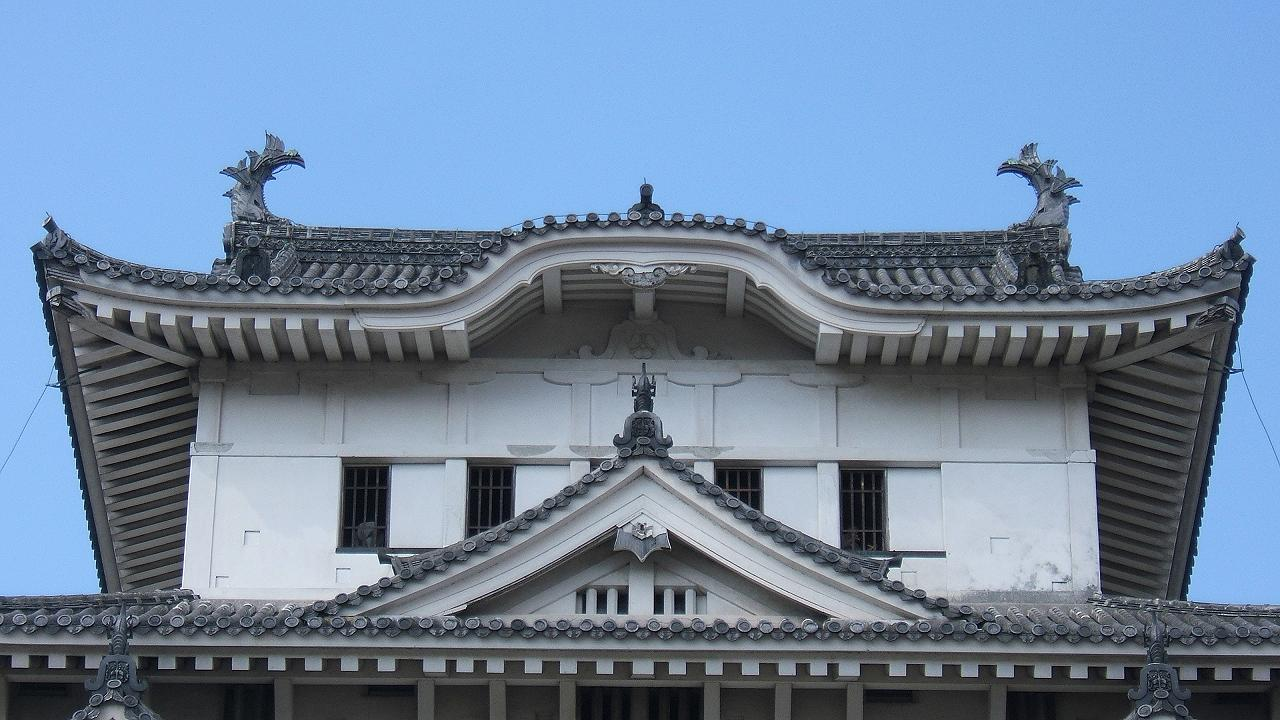
長押形（姫路城大天守最上層外壁）

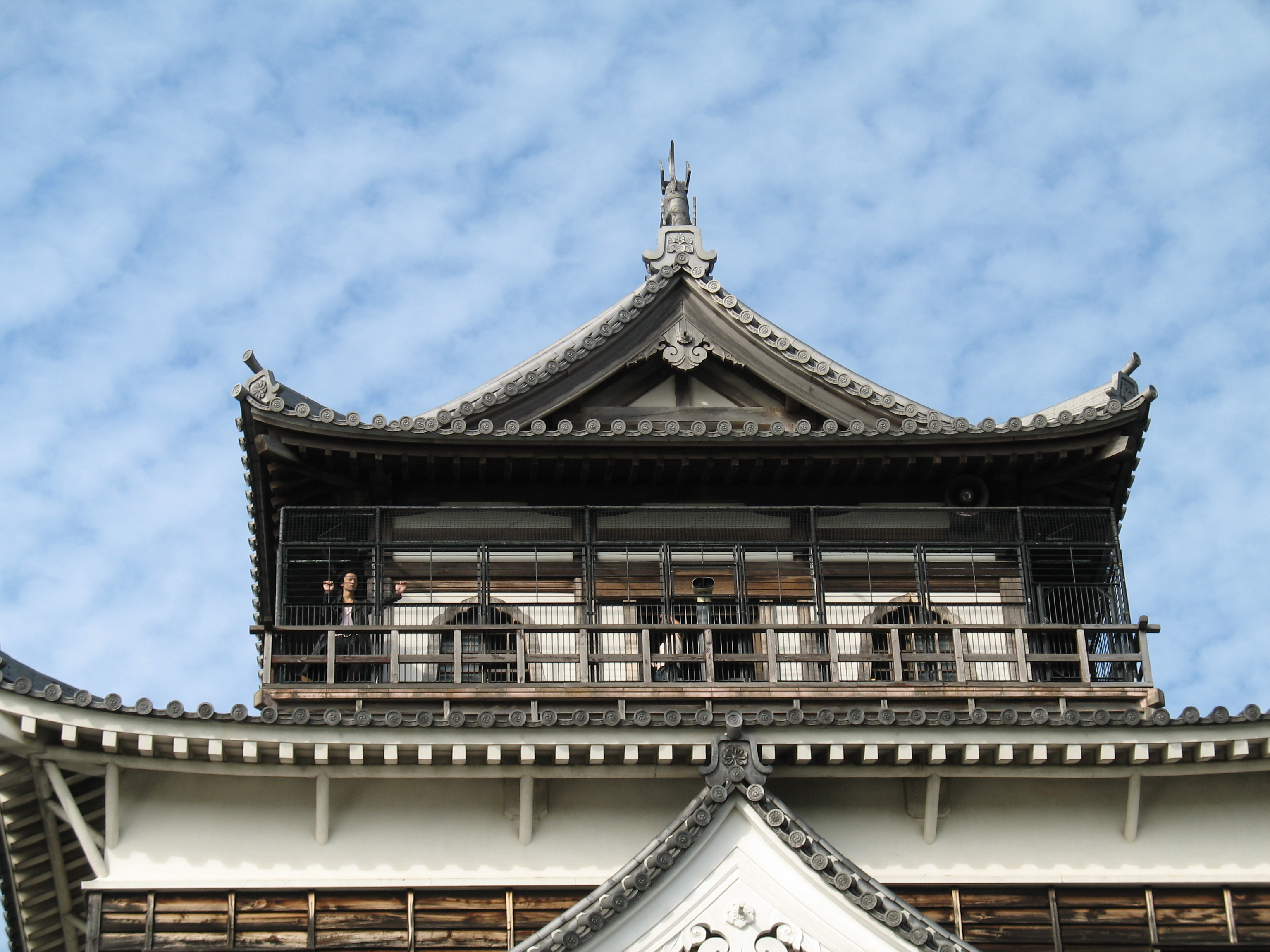
外廻縁高欄（広島城大天守。外観復元天守）

長押形（なげしがた）
漆喰大壁を真壁に見せるために、柱や、長押を形のみ漆喰で浮かせた壁の意匠。一部の櫓にもみられる。
廻縁・高欄（まわりえん・こうらん）
周回する縁側の一種で、最上階にあるため、外に出ることのできるもの（外廻縁・そとまわりえん）には高欄（手摺・欄干）が付けられる。その外側に壁や戸板で隔てると内廻縁（うちまわりえん）となる。特異なものでは、唐造と呼ばれるものも造られている。実用性のない外廻縁は飾り廻縁高欄という。
壁の外装
天守の外壁は黒漆または黒墨や柿渋塗りの下見板張（したみいたばり）と漆喰塗籠（しっくいぬりごめ）の大壁仕上げがある。ほかに、高知城の大手門などに見られる羽目板張り、前述した長押形の漆喰壁や、寒冷地域の壁には海鼠壁（なまこかべ）が用いられることもある。
従来は下見板張の天守よりも塗籠大壁の天守が新式であるという説があったが、近年では優劣に差はないという見方がある。

### 屋根

#### 屋根材

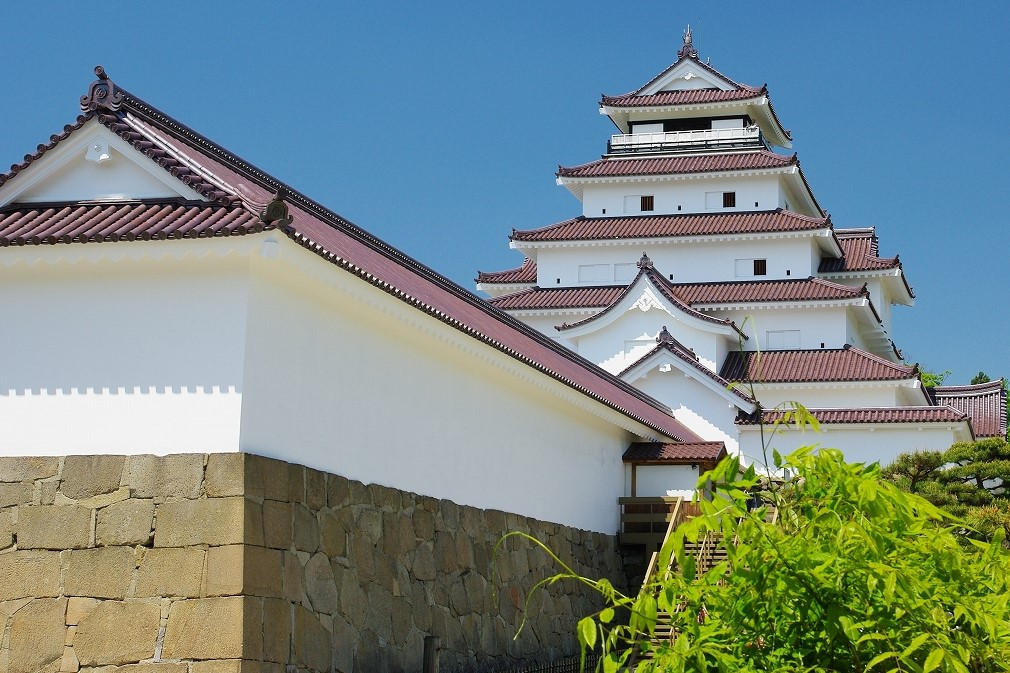
赤瓦葺きの屋根（若松城・外観復元天守）

屋根には、粘土瓦、金属瓦などの植物性の材料、石瓦などが葺かれる。うち、粘土製の本瓦が葺かれる例が多い。寒冷地では、粘土瓦は内部に含まれる水分が凍結し、破損、剥落することが多く、このため、丸岡城天守のように石瓦を葺いた例や、高島城天守、米沢城三階櫓、弘前城辰巳櫓などのこけら葺、弘前城天守のように銅瓦（金属瓦）を葺くことがある。
また、通常の粘土瓦より高温で焼成した赤瓦を葺く例もある。高温で粘土の鉄分が酸化されることにより赤く変色する。赤瓦は釉薬によるものもある。18世紀に萩城天守が葺き替えを行っており、江戸時代後期には鶴ヶ岡城、若松城では17世紀後半に赤い釉薬瓦へ葺き替えを行っている。城郭建築での現存例には津和野城がある。

#### 破風
妻壁・破風板などを含む屋根の意匠のことを破風（はふ、はふう）という。装飾性が高くまた、内部に造られた小部屋（破風部屋）は防御・攻撃上でも重要な構造ともなる。

#### 鯱
鯱（しゃち）は「しゃちほこ」と呼ばれることが多い。最上階の大棟の上に上げることが多く、木製、瓦製、青銅製のものがある。天守だけではなく主要な櫓に上げられることがある。

### 井戸
籠城戦を想定して天守に井戸を設けた城がある。天守の建物の内部に井戸がある城には、名古屋城、松江城、駿府城、浜松城などがある。熊本城は小天守に井戸が設けられている。また、姫路城は天守台北腰曲輪内に井戸が設けられている。天守台は城の最も高い位置にあるため、本来は最も井戸を掘りづらい場所であり、これらの築城時には何よりも先に井戸を掘る作業が行われたと考えられている。

### 便所
姫路城天守には便所が設けられた。

## 天守を欠く城

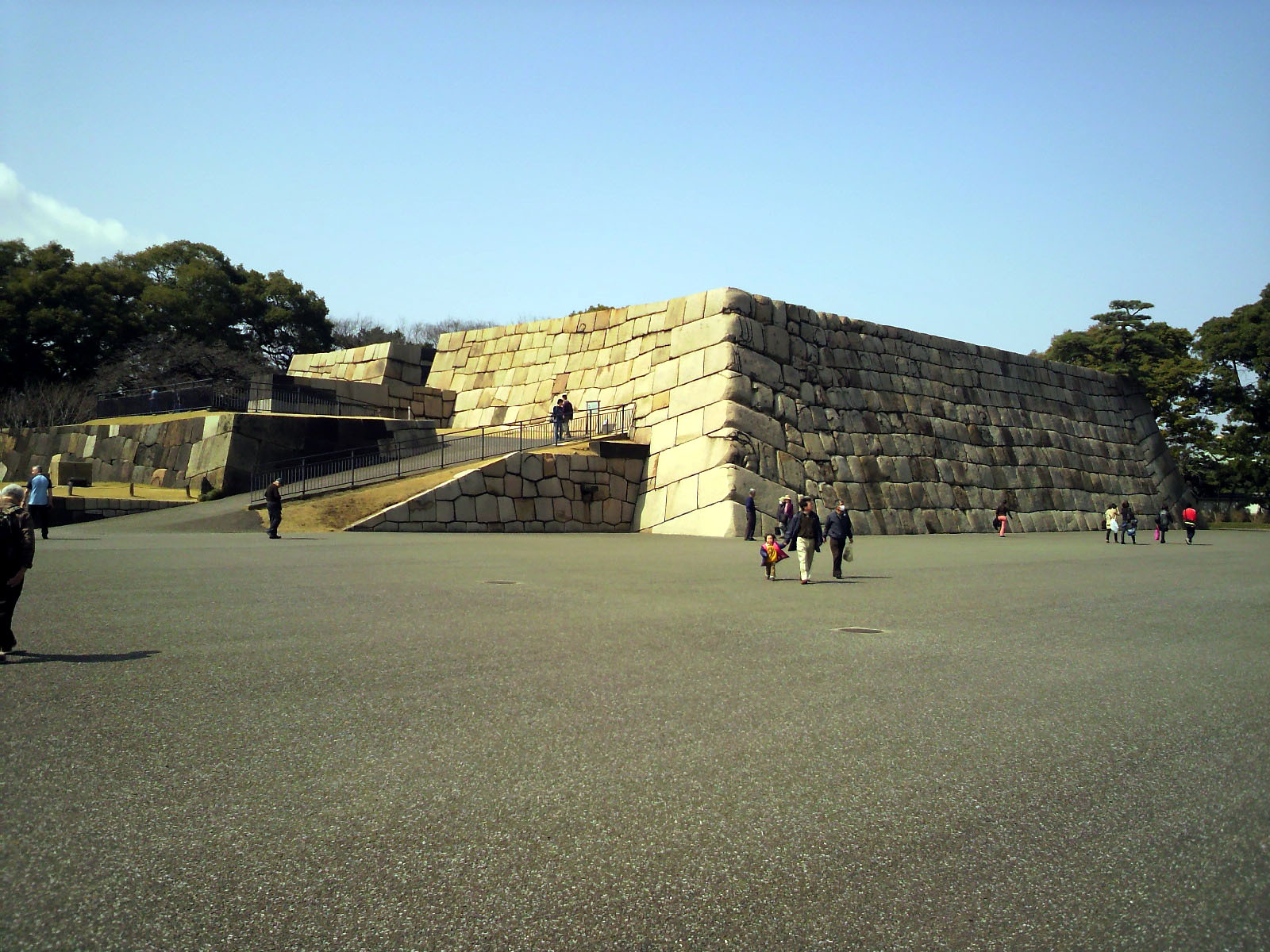
江戸城本丸天守台

近世（安土桃山時代以降）では、当初より天守を建てる必要がないとの判断から天守台が造られなかった城もある。江戸期になると、天守のあった城でも、損失後の再建を見送ることが多くなる。また、天守台はあるが何らかの理由によってその上に天守の造られていない城もあった。
江戸期、天守が造営されなかったケースには、次の4つがある。
1. 過去に天守はあったが、失って以降再建しなかったケース（江戸城、大坂城、金沢城、福井城、佐賀城など）
江戸城（寛永度天守）は、明暦の大火での焼失後の復興に、城下の再建を優先させることとして、天守の再建を見送った。寛永度大坂城天守の再建見送りは不必要であるとの判断からであった。江戸城は本丸富士見櫓を天守代用櫓としていた。
金沢城、福井城などの天守は焼失した後、幕府への遠慮や財政難から再建しなかったが三階櫓や三重櫓を建てて、天守の代用としていた。佐賀城は三階櫓の建造もしなかった。
2. 天守台までは築いたが、各事情によって建てなかったケース（津城、明石城、赤穂城、仙台城ど）
明石城や赤穂城のように天守台だけ築き、天守を建てる計画がない場合もある。
3. 天守台も天守も建てなかったが三重櫓をもって天守の代用としていた城（米沢城、山形城、水戸城など）
4. 天守台も天守も天守代用櫓もない城（鹿児島城、人吉城など）

1、2、3のケースについては、御三階櫓や天守代用櫓がある場合もあった。次項で述べる。福岡城、唐津城、甲府城などは、天守台はあるが天守の存否について不明であるので上記の各ケースに当たらない。また、沖縄県の城には文化圏の違いから、天守という象徴建築の概念が存在しない。

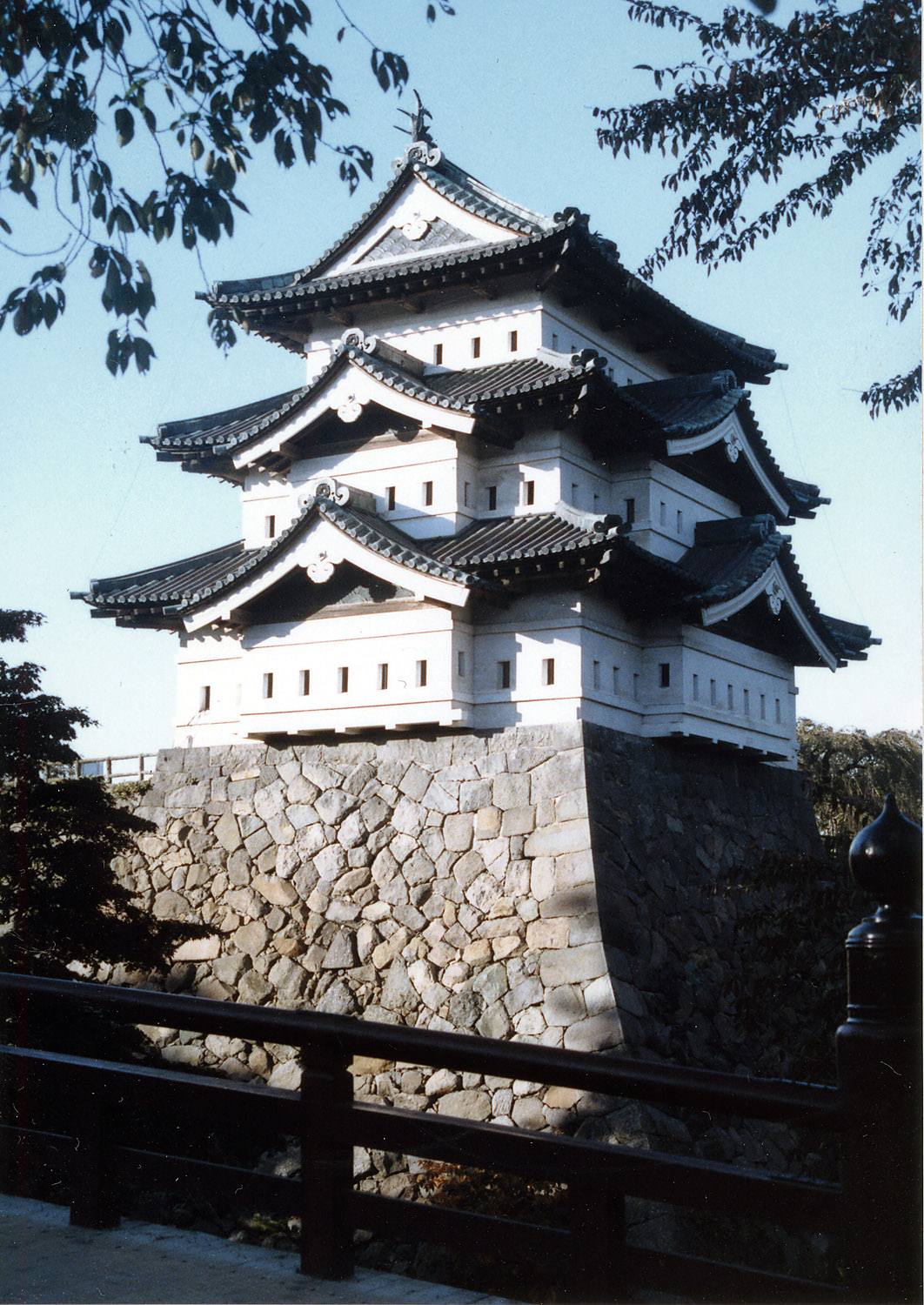
現存する御三階櫓の例。（弘前城天守）

### 御三階櫓と天守代用
現在の天守には、当時の天守のない城の御三階櫓や代用の多重櫓を含んでいることがある。
御三階櫓（おさんがいやぐら・ごさんがいやぐら）は、江戸時代の武家諸法度や一国一城令の発布により、天守の存在しない城にあった三重櫓の名称である。幕府への配慮から天守とは称さなかった「実質上の天守」である。ところによっては、御三階（小倉城）や大櫓（白石城）、三重櫓（白河小峰城）とも呼ばれた。三階という名にもかかわらず、金沢城や水戸城のように内部は5階や4階の場合もある。なかには、盛岡城のように後に天守と言い直されたものもある。天守と同様に本丸に建てられることが多かったが、徳島城や水戸城の御三階櫓のように二の丸に建てられることもあった。現存している御三階櫓には、弘前城天守や丸亀城天守がある。

しばしば、天守代用と呼ばれている建造物は、おもに「事実上の天守」を指すことが多く、その規模や意匠によっては、天守として扱うこともある建物のことである（久留米城巽三重櫓、福井城巽櫓など）。このように認識されていた櫓は御三階櫓などの三重櫓に限らず、二重櫓もあった。しかし、これは隅櫓や特殊な役目にある櫓が天守に代わる象徴的存在として位置づけられたものであるため、御三階櫓ほどには天守として見られないこともある。また櫓に限らず、久保田城の「御出書院」のように御殿を本丸塁上に建てて天守の代用としていた例もある。

## 明治以降の天守
明治以降の城の、天守の扱いについては歴史 - 明治以降に前述したとおりである。天守の一覧も参照。

### 現存天守

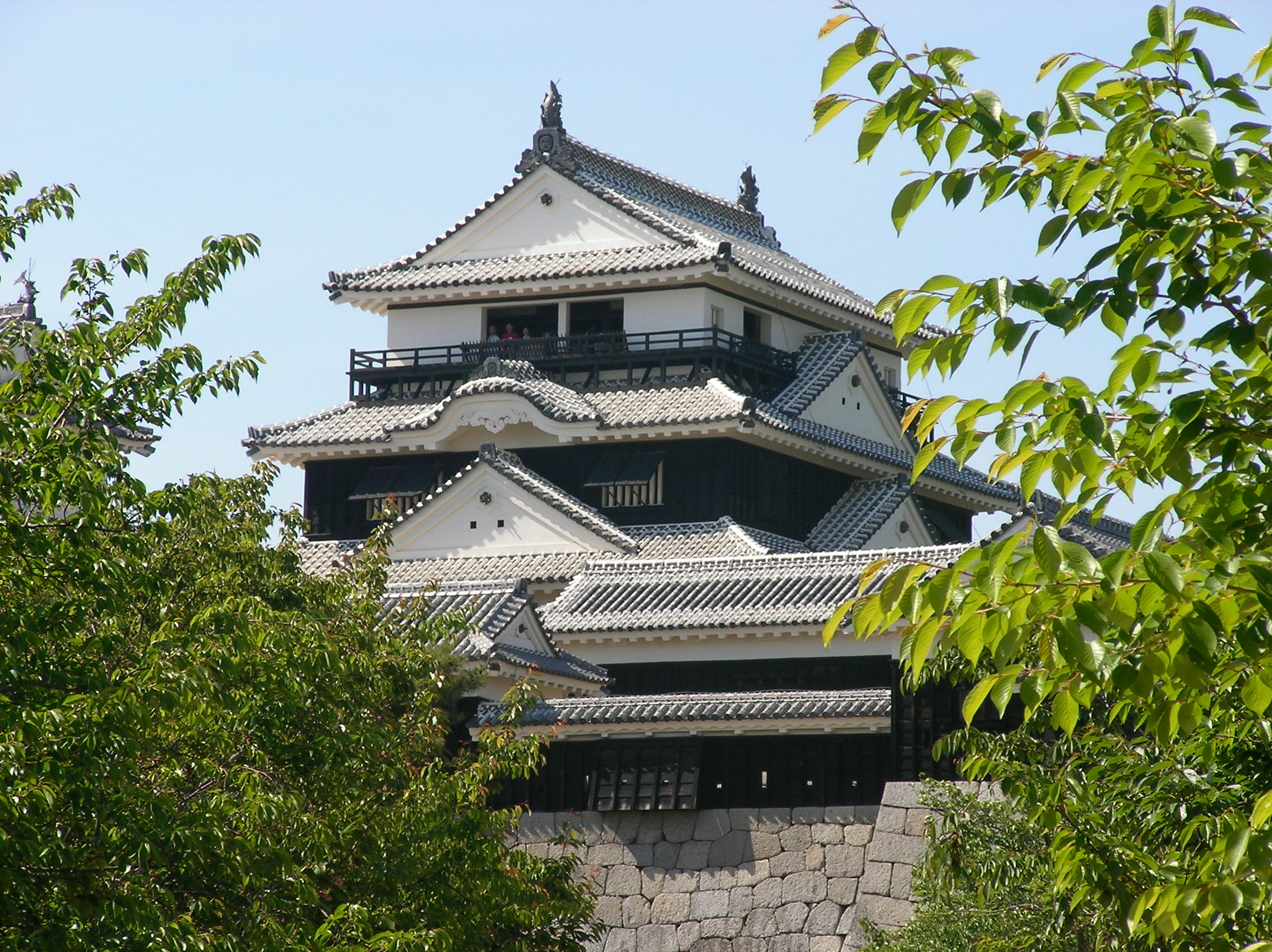
現存天守（松山城大天守）

1873年（明治6年）に廃城令が公布され、多くの城の建造物が失われた。廃城令発布以後も残った天守は60余あったが、その後も破却は進み太平洋戦争までに20か所となった。さらに、1945年（昭和20年）に米軍の空襲を受けて水戸城、名古屋城、大垣城、和歌山城、岡山城、福山城、広島城の7か所が失われた。1949年（昭和24年）には松前城天守が失火による火災により失われた。

現在、江戸期以前から存在している天守は日本国内に12か所ある。そのうち5か所が国宝、うち姫路城は世界遺産であり、残り7か所がいずれも国の重要文化財に指定されている。これらは、現存12天守（十二現存天守）、国宝五城、重文七城（重文七天守）などと呼ばれている。

### 近・現代の天守建設
明治以降には、城郭自体の廃止に伴って天守などの城郭建築を造ることはなくなったが、天守に似せた建物や、旧城の天守を再建したものはある。地域振興の目的で天守が再建または建設され始めたのは昭和以降のこととなる。
特に盛んに建てられ始めたのは第二次大戦後の復興期（昭和30年代ごろから）であり、空襲で焼失したものや古写真や絵図に描かれた天守、伝説上の天守などが鉄筋コンクリート構造で建設されているものが多い。それらの多くの天守は遺構の上に造られているため、礎石を移動したり、石垣の積み換えなどを行うので、特に近代工法で建てられた模擬天守や復興天守・外観復元天守などは「歴史遺構の破壊になっているのでは」との意見もあった。平成期には建築技術の向上からコンクリート造りなどでの天守の建設は減り、また、文化庁の遺跡における建造物の復元方針の厳格化に伴い木造による、より忠実な復元が原則となった。
近現代に造られた天守は、復元天守（復原天守）（木造復元天守・外観復元天守）・復興天守・模擬天守・天守閣風建造物に分けられている。このほかに、復元天守と復興天守を合わせて再建天守ということがある。なお、学者・研究者の見解により以下の記述はしばしば相違しており、特に復元天守以外の分類は差異が大きく、書籍により記述が大幅に異なる場合も散見されるため、以下には一般的な見解を示す。

#### 復元天守（復原天守）

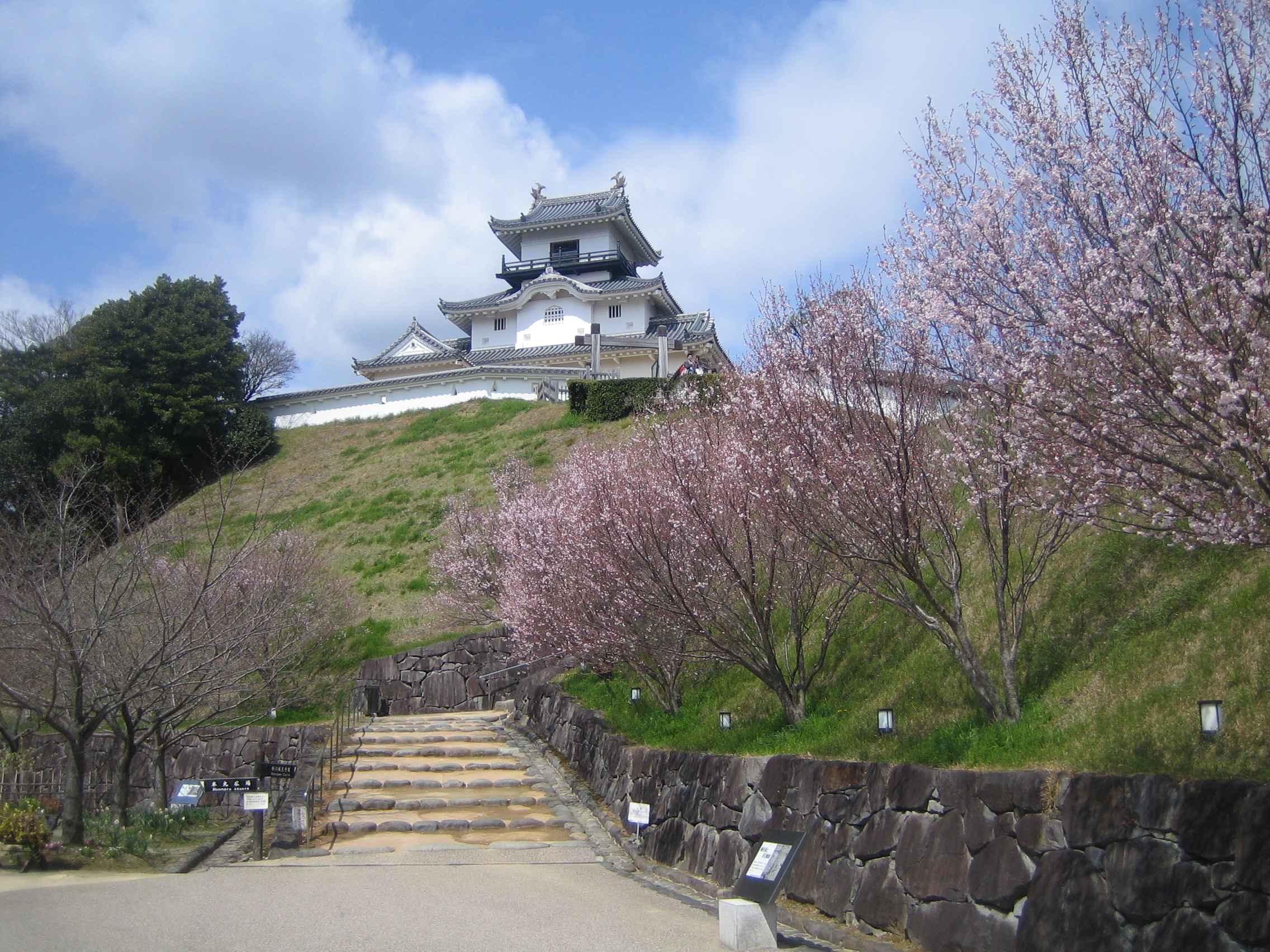
初の本格木造復元天守 掛川城

火事・天災・破却・戦災で消失した天守を、少なくとも外観は以前の通りに復元したものをいう。太平洋戦争での米軍の爆撃により損失した天守が主である。さらに、木造復元天守と外観復元天守に分けられる。一方で、日本の文化庁は木造復元のみを「復元」とみなしている。
木造建築による天守の復元には、建築基準法や消防法などの法令による制約があり、これらの法令の適用除外を認められねばならない。また国の史跡に指定されている城跡での再建行為については、文化財保護法に基づき文化庁長官より現状変更許可を受けねばならず、同庁により「考古学的遺産の保存管理に関する国際憲章」に基づいた再建行為が求められている。

##### 木造復元天守
木造復元天守とは、天守が現存した当時の図面・文書記録・遺構などに基づき、当時使われていた材料（木材の種類）・構法・工法によって忠実に原状に復したものを指す。
平成になり、建築技術の向上と建設省の指導を受けつつ伝統的工法に限りなく近づけた木造による天守の復元が原則となった。
天守に準ずるものとしての木造復元天守の最初のものは、1990年（平成2年）築の「白河城 御三階櫓」（福島県白河市）であるが、当時の法の抜け穴を利用した建築であった。1994年（平成6年）4月築の「掛川城 天守」（静岡県掛川市）は、建築基準法の適用除外や消防法の特例として認可された最初の「木造復元天守」であるとする一方、山内一豊が高知城天守を作事するに当たって「掛川のとおり」と指示したことを参考に現存天守の「高知城天守」を内部参考に、宮上茂隆が考証。2004年（平成16年）に竣工した「大洲城天守」（愛媛県大洲市）は、木造4階建てが法的に認められた復元天守の最初の例であり、江戸時代に製作された天守雛形（軸組み模型）や画像資料、出土遺構などから、従来の姿に復元された例でもある。名古屋城も、木造復元を目指している。白石城、新発田城も木造復元天守である。

##### 外観復元天守

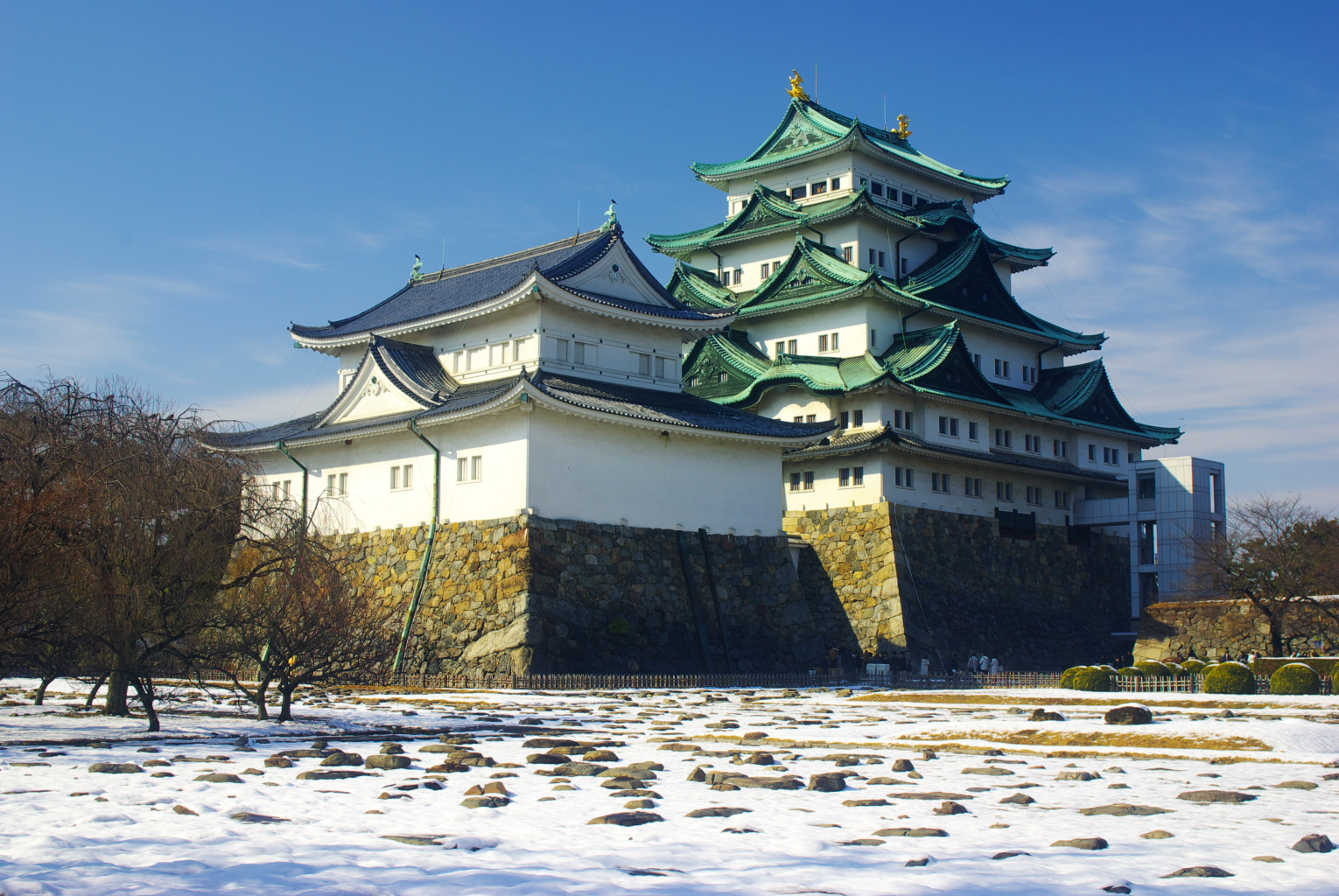
初の外観復元天守 名古屋城

鉄骨鉄筋コンクリート構造などを用いて、外観だけを往時のように再現したものをさす。
昭和の戦後から平成の初めにかけて多く建築され、多くの天守内部は、最上階を展望施設とし、他フロアには城の歴史資料や郷土資料などを展示し広義の博物館として利用されている。この種の天守の最初のものは、1957年（昭和32年）築の「名古屋城 天守」（愛知県名古屋市）である。
建築基準法施行令によって4階以上の木造建築の建設は筋交や金物の使用、コンクリート基礎とする必要があるなどの制約や消防法など、厳密な意味で天守を復元すると、耐震基準や建物の利用に関する安全性を満たすことはできないため、天守を野外復元できるだけの資料が揃っていたとしても、鉄筋コンクリート構造の天守を建てざるをえなかった。また、鉄筋コンクリート構造は木造建築の数倍の重量となり、石垣や礎石などの本来の基礎では耐えられないため、天守台の補強と新たな基礎工事を行って建てられる。
外観復元とは言うが、観光などの目的のために細部に変更を加えたり、細部では建築基準法に則した結果としてどうしても窓の規模・場所・形状が異なったり、屋根の反り具合が異なる場合がある。たとえば、戦後に外観復元された「名古屋城」や「大垣城」（岐阜県大垣市）の天守は、戦前の外観をほぼ踏襲しているが、展望台としての目的を考えて最上層の窓が往時よりもやや大きく造られている。なお「小田原城」（神奈川県小田原市）のように仕様を大きく変更をしてしまった場合は許容範囲外として復興天守とすることもある。また、平成初期ごろから文化庁の定める城郭史跡における当時の建造物復元に関し、基準・審査が厳しくなっていったこともあり、許容範囲内であっても近代の材料・工法による外観復元天守も厳密には復興天守に入るという見解も存在する（復興天守を参照）。

#### 復興天守

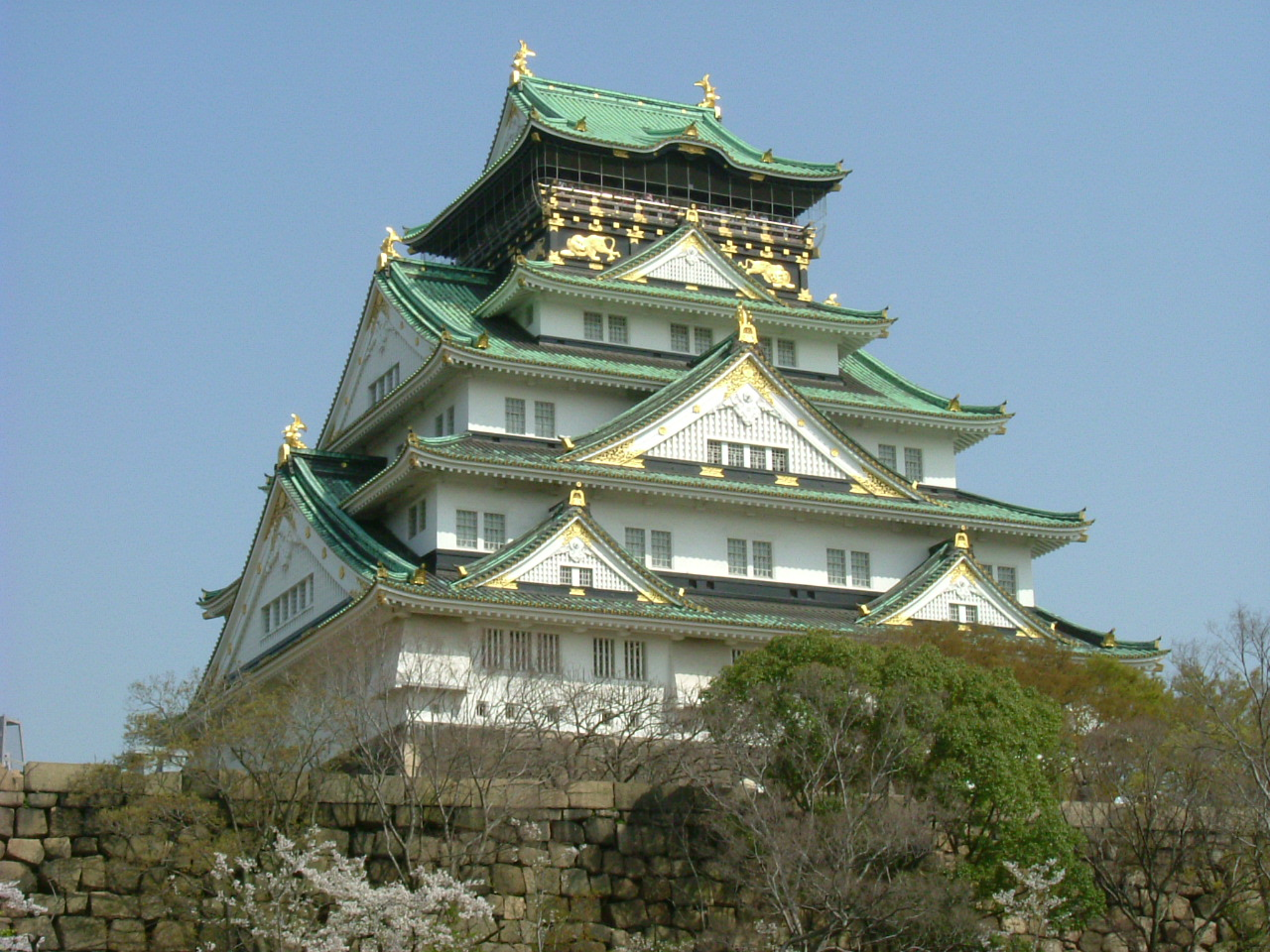
最古の復興天守 大坂城

天守がかつて存在したことは確かで、元の場所に構造問わず再建された天守のうち、史料不足により規模や意匠に推定の部分があるものをいう。また、規模・意匠を再建時に改変してしまったものも含まれる。
この種の天守の最初のものは、昭和18年、焚き火による失火で焼失した1910年（明治43年）築の「岐阜城 天守」（岐阜県岐阜市）である。現存する最古の復興天守は、1931年（昭和6年）築の「大阪城天守閣」（大阪府大阪市）である。コンクリート建築による再建天守としても最古である（ちなみに戦後初の復興天守は 1954年（昭和29年）築の「岸和田城 天守」（大阪府岸和田市）である）。
復興天守の再建時の改変例としては、「小倉城 天守」（福岡県北九州市）のように、屋根に破風のない層塔型であったものを復興の際、破風を付加して望楼型としているものなどがある。また窓の大きさの違いや、高欄が付加されている「小田原城 天守」や、「岡崎城 天守」（愛知県岡崎市）などもこれに分類することがある一方で、これらの誤りを許容範囲として外観復元天守に分類することもある。

#### 模擬天守

模擬天守（郡上八幡城）

城は実在したが、元々天守のなかった城や、天守が存在したか不明な城に建てられた天守のことである。「復興模擬天守」と呼ばれることもある。また、天守が存在したことは確実でも、史実に基づかないもので異なる場所に建てられた場合もこの部類に入る。三重櫓なども含む。外観は、独自に考えられて造られているものもあるが、現存する「彦根城」（滋賀県彦根市）や「犬山城」（愛知県犬山市）、「高知城」（高知県高知市）を手本としている天守も多い。中には、建築様式の時代考証を無視した建築もある。
主に以下の条件に当てはまる天守を指す。
- 天守が歴史上存在しなかったことが明確な城の跡に建設されたもの
天守出現以前の中世城郭にある千葉城天守、史料には「柵などがあった」とのみ記されている墨俣城などがあげられる。
- 天守の存在が不明瞭な城の跡に建設されたもの
天守は移築されたという伝承があるが良質の史料がない今治城などがあげられる。
- 天守が建てられなかった城の跡に建設されたもの（伊賀上野城、富山城など）
- 天守は実在したが、異なる場所に再建されたもの（伏見城、清洲城、尼崎城など）

この種の天守の初例は、「洲本城」（兵庫県洲本市・RC造・1928年（昭和3年）築）であり、洲本城天守は復元天守・復興天守を含めても、現存するものの中では最も古い。木造による模擬天守としては、「郡上八幡城」（岐阜県郡上市・1933年（昭和8年））がもっとも古い。ちなみに戦後初の模擬天守は、「富山城」（富山県富山市・RC造・1954年（昭和29年）築）で、2004年（平成16年）国の登録有形文化財（建造物）に登録された。

#### 天守閣風建築物
模擬天守の一部であり、厳密に分けられているものではないが、上記模擬天守の条件に当てはまらない天守の意匠を模して建設されたものをいう。一般的に、テーマパークや観光施設、役所などの公共施設、学校、博物館・美術館・資料館、店舗、マンション、個人の住宅など、幅広く天守閣風の建築物を指す。天守風建築、天守風建物とも呼ばれる（伏見桃山城のように模擬天守に分類することもある）。

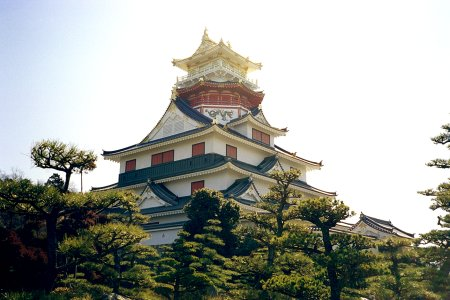
安土城天主を模した天守閣風建築物（伊勢安土桃山文化村）
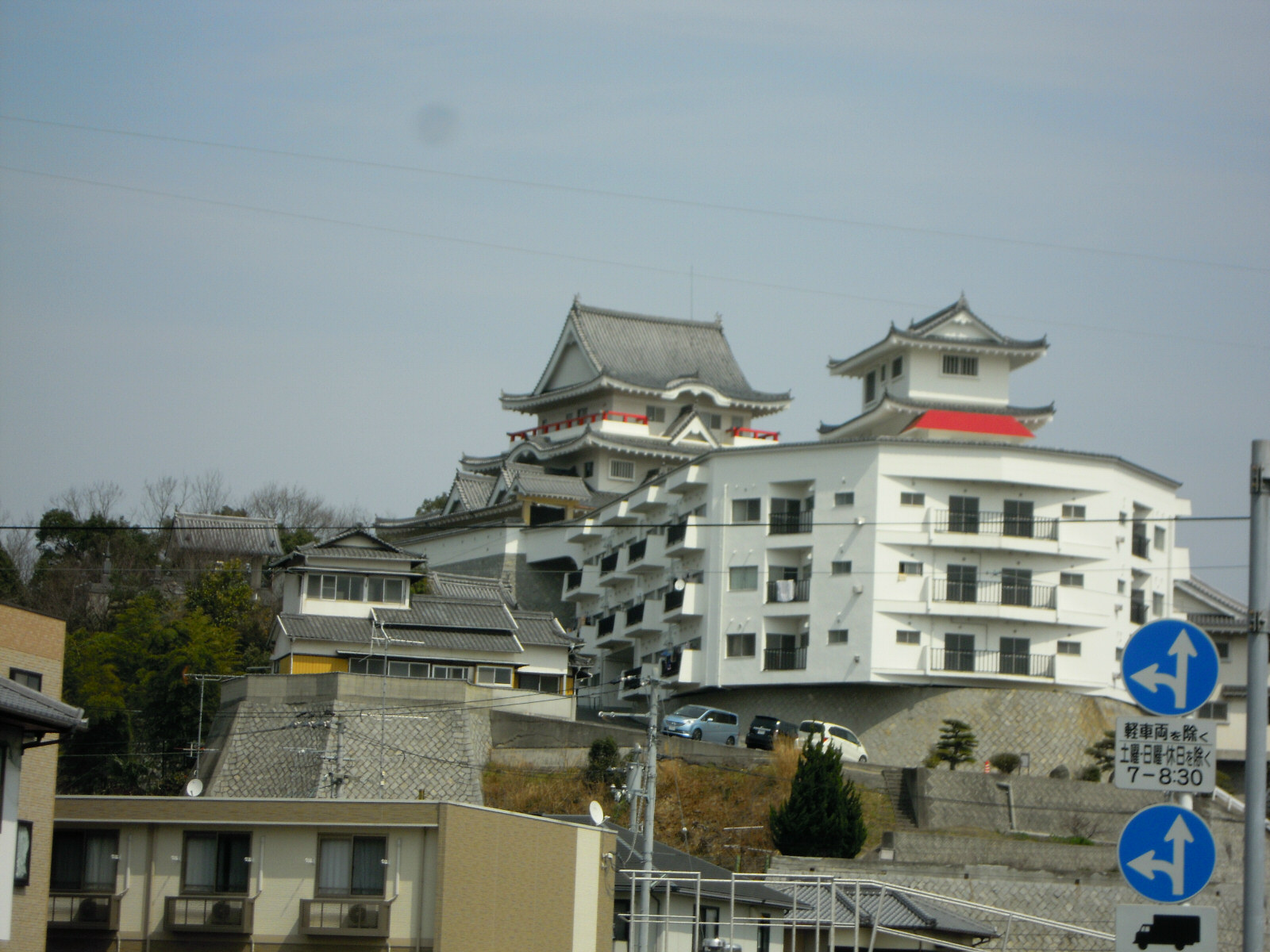
天守閣風のマンション（愛媛県今治市）

##### 城自体が実在しなかった例
- 熱海城
  - 展望台やレストラン・資料館などを備えた観光施設。1959年完成。歴史上「熱海城」という城が存在していたことを示す史料上の根拠はない。高さは45m。
- お茶の菊川城
  - 製茶販売業「株式会社金吉商店」の本社と店舗。1989年完成。天守台・石垣はなく、道路に面した地平にそのまま建てられている。歴史上「菊川城」という城が存在していたことを示す史料上の根拠はない。
- 小阪城
  - 理髪店。個人の店舗兼住宅。持ち主の理髪店主が廃材等を用いて自力で造ったもの。平成30年台風第21号により天守を失った。[22]歴史上「小阪城」という城が存在していたことを示す史料上の根拠はない。
- 尾道城
  - 千光寺公園内に博物館として建てられた。1964年完成。1992年に閉鎖され、廃墟化していたため、2018年、尾道市は所有者から尾道城の土地と建物の寄付を受けた上で解体し、新たに観光施設を整備する方針を示し[23]、同年6月、所有者から尾道市にそのまま寄付された[24]。2019年に解体工事に着手[24]。2020年本格着工、2021年1月末までに工事を終える予定[24]。尾道市内に城郭跡は複数あるものの、歴史上「尾道城」という城が存在していたことを示す史料上の根拠はない。
- 救いの城「天使閣」
  - 宗教法人霊波之光本部にある宗教施設。1975年完成。教団創始者・初代教主波瀬善雄を祀っているという。本部内には「霊波門」と称する城門風建築物もある。城跡ではない。
- 大阪青山大学大阪青山歴史文学博物館
  - 大学博物館として建てられた。1999年完成。SRC造、地上6階、地下2階。石垣・櫓・塀などもあるが、城跡ではない。国宝『土左日記』・重要文化財『明月記』・重要文化財『後醍醐天皇宸翰消息』等現存天守並みの文化財を所蔵している。
- 森岡城（宮崎県えびの市）
  - 不動産会社経営者が故郷に築城、2005年より一般公開している[25]。

##### 城は実在したが場所や意匠が史実を無視している例
- 小牧城
  - 小牧山山頂にある天守閣風建築物は、実業家が私財を投じ小牧市に寄付したもの。この天守閣風建築物は、形式的には歴史上の小牧城とは無関係であり、1962年に西本願寺の飛雲閣を題材に建築された三層からなる楼閣である。

- 勝山城博物館　
  - 1992年完成。勝山城博物館は歴史上の勝山城跡から南に約3kmほど、平泉寺白山神社参道入口の周囲を水田に囲まれた場所に建設されている。高さは57.8mで、天守閣風建築物の中では最も高い。この場所は城跡ではなく、位置・形式ともに歴史上の勝山城とは無関係である。歴史上の勝山城は越前勝山藩主の居城であった。天守台もあったが、天守が建てられたことはなかった。歴史上の勝山城は明治初期の廃城以降、戦後までの内に建物・石垣等はほぼすべて撤去され、跡地は勝山市役所や勝山市民会館の敷地になっている。城郭の遺構はなく、城があったことを示す碑が建てられているのみである。勝山市内には城以外にも藩政時代の遺構がほとんど残っていないため、勝山城博物館を運営する財団は、博物館が地域の歴史遺産の記憶を留めるための象徴としての機能を果たすべく、博物館として天守閣風建築物を建設し、「勝山城」の名を冠したという。
- 常総市地域交流センター[26]
  - 合併前の旧石下町地域交流センターとして1992年完成。ホール・展示室・図書室・展望室などを備えた公民館。高さは48.5mあり、勝山城博物館に次ぐ。石下町当時より別名として「豊田城」と公称している。豊田城は実在していたが中世城郭であり、天守も天守台もなかった。地域交流センターの場所は城跡ではなく、また周辺には櫓のような楼閣が数棟建設されているが、いずれも位置・形式ともに歴史上の豊田城とは無関係である。歴史上の豊田城は東側の小貝川沿いに平安時代末期以来存在していたが、江戸時代初めに廃城となった。その後城跡は水田として使用されていたが、明治時代からの小貝川の河川改修により遺構はすべて消滅しており、堤防の上に碑と説明板が建っている。石下町は明治・大正時代の文人長塚節の出身地であるため、天守閣風建築物前にその銅像が建てられている。平成27年9月関東・東北豪雨では西側の鬼怒川堤防から越水し、鬼怒川と小貝川に挟まれた地域交流センター一帯は洪水となったが、地域交流センターは浸水を免れ、住民が天守閣風建築物に避難した[27]。
- 田舎館村役場（田舎館村文化会館）
  - 役場の新庁舎として1995年完成。役場東側一帯が村指定史跡「田舎館城址」であるが、ほとんど水田になっており、土塁がわずかに残るのみである。城址の水田が田んぼアートの会場になっており、役場の城門風建築物から入場し、天守閣風展望台から観覧する。歴史上の田舎館城は中世城郭であり、天守も天守台もなかった。田舎館城自体は建武年間には存在していたことが判明しており、天正年間に攻め滅ぼされて廃城となっている。
- 下田城美術館
  - 1965年に「モリシタ産業」が建設し、観光施設として経営していたが、1984年に倒産。他の経営者の手に渡るも、2008年11月閉鎖。秘宝館の類であった。建物は閉鎖後も維持されている。寝姿山の山腹に建てられており、位置・形式ともに歴史上の下田城とは無関係である。歴史上の下田城は鵜島城とも称し、下田港南西側の岬の上にあった。本丸の北側に二段の天守曲輪があったが、江戸幕府成立前に廃城となっており、天守が建てられたことはなかった。歴史上の下田城の跡は下田公園（城山公園）となっており、曲輪・土塁・空堀などの遺構がある。
- 佐和山遊園
  - 石田三成を敬愛する滋賀県彦根市の実業家が三成のテーマパークを構想し、佐和山の麓、国道8号沿いに1976年着工。天守閣風建築物「佐和山城天守閣」や「佐和山城城門」などを建設した。かつての佐和山には三成の居城であった歴史上の佐和山城が存在しており、五層（あるいは三層）の天守があった、との記録が残るが、その外観や意匠等は伝わっていない。佐和山遊園の所在地は城跡ではなく、天守閣風建築物の位置・形式ともに歴史上の佐和山城とは無関係である。佐和山遊園は一般財団法人佐和山三成会[28]なる団体により一部施設のみ運営されていたものの、未完成のまま開園に至らず廃墟化、2017年に閉鎖された。既に土地には「売却」の看板が立てられており、天守閣風建築物をはじめとするすべての施設は撤去・解体されるという。関ヶ原の戦いの後、この地に封じられた井伊家が彦根城を築城、歴史上の佐和山城は破城され、廃城となった。石垣の石や築材など彦根城で再利用されたとみられるものがあるが、佐和山城の遺構自体はほとんど残っていない[29]。とりわけ本丸は完全に破却されたといい[30]、天守台跡もない。
- 天神山城
  - 歴史上の天神山城は小田原征伐の折に廃城となっている。天守も天守台もなかった。1970年に観光を目的として本丸跡に展望台や資料館として天守閣風建築物（模擬二重櫓）や橋などが建設されたが、採算があわず運営会社が倒産。その後長らく天守閣風建築物なども放置され廃墟化している。中世以来の土塁や空堀などの遺構は残っているものの、城跡に至る山道は荒れ果てており、史跡としては全く整備されていない。
- 広島城木造仮設天守閣
  - 第6回国民体育大会の協賛事業の体育文化博覧会（1951年3月25日から5月27日）にあわせて、1951年に建てられた[31]。館内は郷土館として使われ、展望台も設けられていた。秋季大会終了後まもなく解体されたが、1958年に現在の外観復元された天守が建てられた。